# 珀爾察馬 (市鎮)
珀爾察馬，是愛沙尼亞約格瓦縣的一個鄉村型市镇，位於該國東部，行政中心設於珀爾察馬，面積890平方公里，2021年人口9,571。

## 行政管理
2017年爱沙尼亚行政改革后，原珀爾察馬市镇、珀爾察馬市、以及帕尤西市镇和普爾馬尼市镇的大部分地区合并为新的珀爾察馬市镇。
新的珀爾察馬市镇包括非独立的珀爾察馬市、3个小镇和58个村庄。